# Bruno Naumann zu Königsbrück
Karl Robert Bruno Naumann, später nach Erwerb von Schloss und Standesherrschaft Königsbrück auch Bruno Naumann zu Königsbrück genannt (* 10. Oktober 1844 in Dresden; † 22. Januar 1903 in Loschwitz), war ein deutscher Unternehmer und der Gründer der Firma Seidel & Naumann. Er leistete Beiträge zur Entwicklung der Nähmaschine und insbesondere der Schreibmaschine. Dafür wurde ihm von König Albert von Sachsen der Titel eines Geheimen Kommerzienrates verliehen.

## Leben

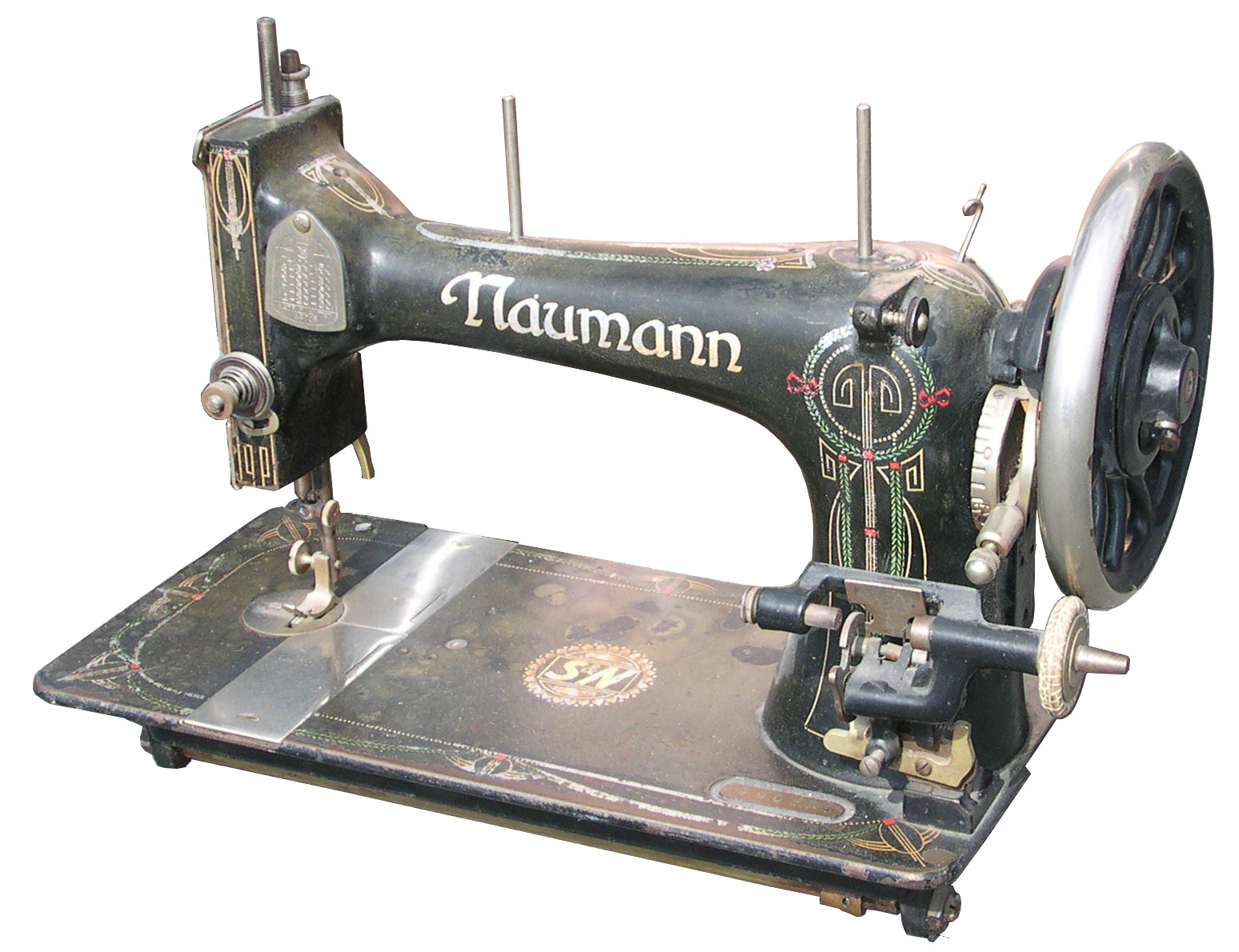
Naumann-Nähmaschine

Naumann kam in Dresden als Sohn von Moritz Ferdinand Naumann (1803–1882) und dessen erster Frau Juliane Christiane Naumann geb. Haustein zur Welt. Der Vater bezeichnete sich selbst als Strumpffabrikant und lebte in auskömmlichen Verhältnissen. Allerdings verließ er die Familie kurz vor der Geburt seines Sohnes Bruno und wanderte in die USA aus. Zwar kehrte er, nach einigen Jahren wohlhabend geworden, wieder nach Sachsen zurück, gleichwohl ließ sich seine Frau scheiden. Der Sohn Bruno erwies sich in der Schule als mathematisch begabt. Nach der Schule lernte er bei verschiedenen Lehrmeistern das Feinmechaniker- und Uhrmacherhandwerk. Später bildete er sich neben seiner Arbeit als Mechaniker in Abendkursen weiter, um die griechische Literatur im Original lesen zu können. In seinen Wanderjahren arbeitete er in Berlin, Frankfurt am Main und Wien.
Nach seiner Rückkehr nach Dresden gründete Bruno Naumann am 5. August 1868 mit eigenen Ersparnissen in Höhe von einigen 100 Talern eine kleine Werkstatt für Feinmechanik. 1869 beteiligte sich der Kaufmann Emil Seidel mit 25.000 Talern an Naumanns Unternehmen, das seit 1870 unter Seidel & Naumann firmierte. Obwohl Seidel 1876 mit einer Abfindung in Höhe von 250.000 Mark ausschied, blieb es weiterhin bei dem etablierten Firmennamen. Bruno Naumann schuf für seine Beschäftigten eine Reihe sozialer Einrichtungen: eine Betriebskrankenkasse für Arbeiter mit langjähriger Betriebszugehörigkeit sowie deren Angehörige, Beihilfekassen für längere Krankheits- und für Sterbefälle, Invaliditätskasse und eine Beamtenunterstützungskasse. In den Werkstätten gab es eine großzügige Grundausstattung mit Garderoben, Toiletten, Wasch- und Speiseräumen. In Dresden wurde er Mitglied der Freimaurerloge Zum goldenen Apfel.

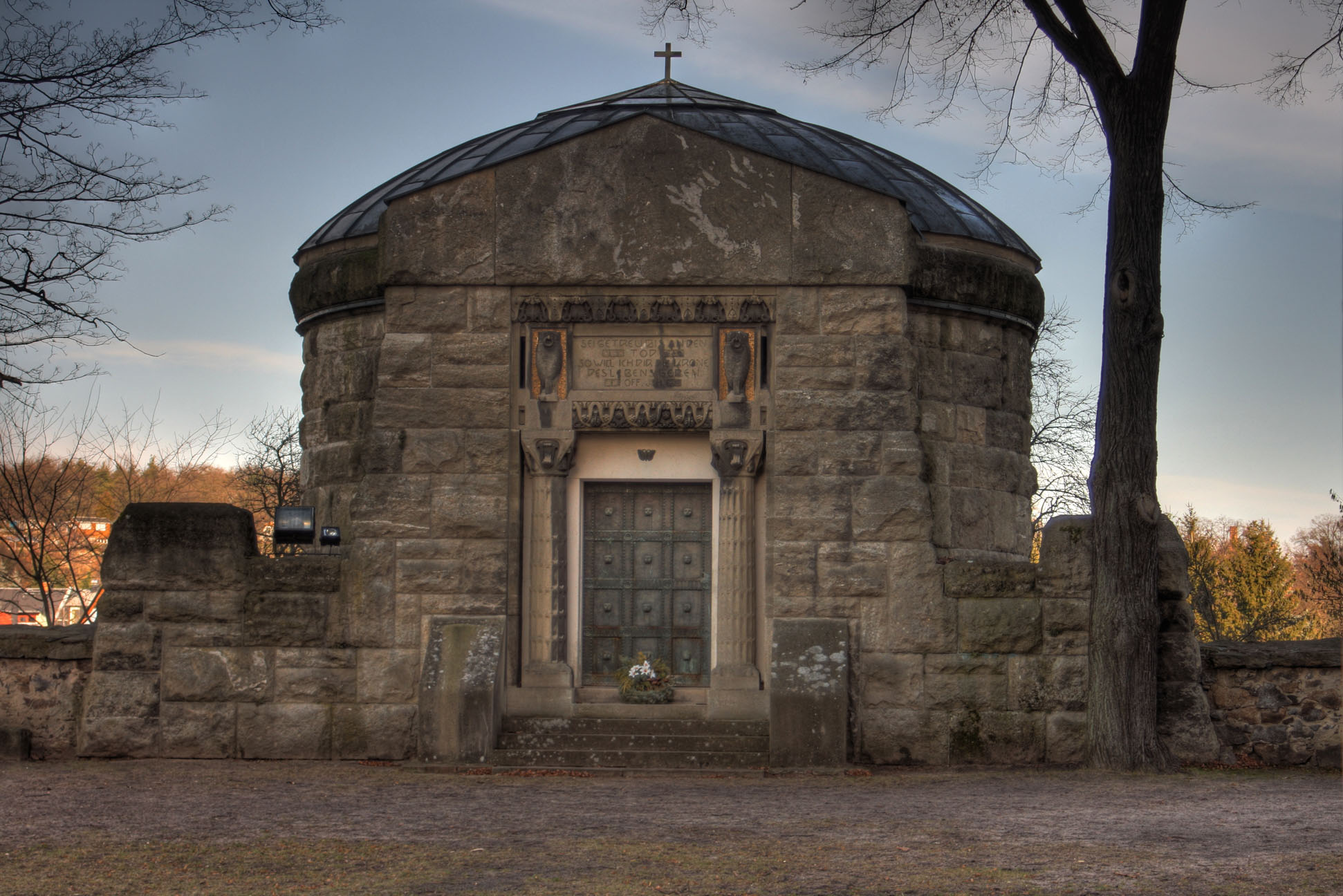
Mausoleum Naumann hinter der Königsbrücker Hauptkirche

Im Jahr 1873 heiratete Bruno Naumann die Apothekerstochter Hermine Louise Hoffmann (1854–1880). Aus der nur siebenjährigen Ehe ging ein Sohn hervor.
Von 1888 bis zu seinem Tod 1903 war Naumann Vorsitzender des von ihm mitgegründeten Vereins Deutscher Fahrradfabrikanten.
Das Unternehmen Seidel & Naumann war wirtschaftlich so erfolgreich, dass Naumann 1891 die Villa Stockhausen in Dresden und 1893 die Standesherrschaft Königsbrück erwerben konnte. Dies war einerseits eine Kapitalanlage, andererseits bedeutete dies die bessere Möglichkeit zur intensiven Pflege seiner ebenfalls sehr erfolgreich betriebenen Hobbys, Jagd und Pferdezucht. Sein Schloss in Königsbrück hat er jedoch im Gegensatz zu seinem Sohn nie bewohnt.
Naumann verstarb 1903 in Loschwitz in der Villa Albrechtsberg. Er wurde zunächst auf dem Johannisfriedhof in Dresden beigesetzt, später jedoch in das Mausoleum der Familie in Königsbrück überführt.

## Erbe und Nachkommen

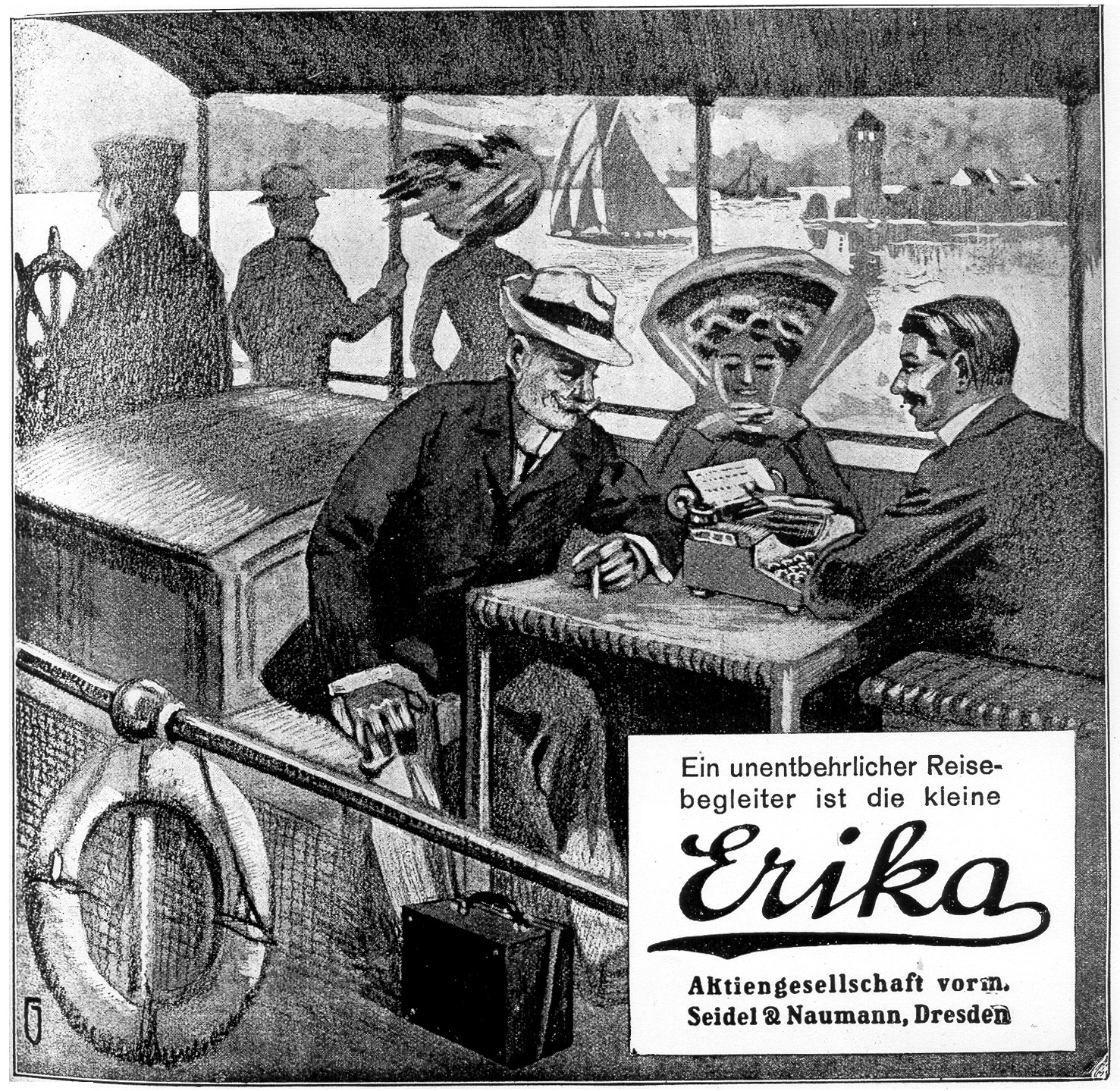
Werbeanzeige für die Erika-Reise-Schreibmaschine, 1910

Bruno Naumanns einziger Sohn, Dr. phil. Bruno Robert Walther Naumann zu Königsbrück (* 2. Mai 1874; † 22. Februar 1944), verkaufte 1906 die Dresdner Villa Stockhausen an Karl August Lingner, der sie zum Lingnerschloss machte. 1907 wurde das zur Standesherrschaft gehörende Forstrevier Königsbrücker Heide an das Deutsche Reich verkauft, das dort einen großen Truppenübungsplatz anlegte.
Walther Naumann war der letzte Standesherr zu Königsbrück; 1908 erwarb er auch das Rittergut Tauscha. Das Recht und die Verpflichtung zur Vertretung des Besitzes in der Ersten Kammer der Ständeversammlung wurde in der sächsischen Verfassung von 1920 aufgehoben. Auch sein Sitz in den Oberlausitzer Provinzialständen als Standesherr endeten dann. Die Familie Naumann bewohnte die inzwischen renovierten Teile des Königsbrücker Schlosses von 1917 bis 1945. Sein Enkel, der Zoologe Clas Michael Naumann zu Königsbrück, verbrachte seine Kindheit in Königsbrück.
Die Firma Seidel & Naumann wurde von den Nachfolgern weiter geführt und war bis zu den schweren Beschädigungen bei Luftangriffen in den Jahren 1944/1945 und der Enteignung nach dem Kriege einer der wichtigsten Großbetriebe in Dresden. Weltberühmt wurde die 1910 erstmals produzierte zusammenklappbare Reiseschreibmaschine Erika Nummer 1, benannt nach Naumanns einziger Enkeltochter Hermine Marie Erika Naumann (1907–2000), die spätere Ehefrau von Emil Woermann.